# 1964年夏季奧林匹克運動會越南代表團
越南共和國（南越）在日本東京主辦的1964年夏季奧林匹克運動會共派出十六名男子運動員參賽，是南越派出最多運動員參加奧運會的一次。

## 田徑
男子100米
- 胡成正（英语：Ho Thành Chinh）

男子5000米
- 阮文理（英语：Nguyễn Văn Lý (athlete)）

男子馬拉松
- 阮文理（英语：Nguyễn Văn Lý (athlete)）

## 單車
個人公路賽（194.83公里）
- 范文六（英语：Phạm Văn Sau）
- 陳文年（英语：Trần Văn Nên）
- 阮文魁（英语：Nguyễn Văn Khoi）
- 阮文銀（英语：Nguyễn Văn Ngan）

團體計時賽
- 黃英（英语：Huỳnh Anh）
- 陳文年（英语：Trần Văn Nên）
- 阮文魁（英语：Nguyễn Văn Khoi）
- 阮文銀（英语：Nguyễn Văn Ngan）

爭先賽
- 阮文洲（英语：Nguyễn Văn Châu）

場地計時賽
- 陳文年（英语：Trần Văn Nên）

個人追逐賽
- 陳文年（英语：Trần Văn Nên）

## 劍擊
男子重劍
- 陳文春（英语：Trần Văn Xuân）

男子佩劍
- 阮世祿（英语：Nguyễn Thế Lộc）
- 陳文春（英语：Trần Văn Xuân）

## 柔道
男子68公斤級
- 阮文平（英语：Nguyễn Văn Bình (judoka)）

男子80公斤級
- 蔡叔淳（英语：Thuc Tuan Thai）
- 黎播成（英语：Lê Bả Thành）

## 游泳
男子100米自由泳
- 阮廷黎（英语：Nguyễn Ðình Lê）
- 潘有勇（英语：Phan Hữu Dong）

男子200米蛙泳
- 黃文海（英语：Huỳnh Văn Hải）

## 外部連結
- Official Olympic Reports